# Artur Lorentz
Artur Lorentz (Santa Rosa, 17 de fevereiro de 1960) é um empresário e político brasileiro.
Graduou-se em engenharia civil pela Pontifícia Universidade Católica do Rio Grande do Sul (PUCRS) e em administração de empresas pela Universidade Federal do Rio Grande do Sul (UFRGS). É pós-graduado em marketing, pela Escola Superior de Propaganda e Marketing (ESPM) e em psicologia, pela Centro de Ensino Unificado de Brasília (UniCEUB).
De 1984 a 2000, foi diretor administrativo da Lorentz Construções, empresa com mais de 50 anos que já realizou obras por todo o Rio Grande do Sul.[carece de fontes?] Foi presidente da Associação Comercial de Santa Rosa de 1994 a 1996, e coordenador do Programa Junior Achievement.[carece de fontes?]
Na área acadêmica, trabalhou como professor universitário por 12 anos na FEMA (Fundação Educacional Machado de Assis), no curso de Marketing,[carece de fontes?] e atualmente cursa o MBA Business Intuition – O empreendedor e a cultura humanista, na Antonio Meneghetti Faculdade.
Na política, foi vice-prefeito de Santa Rosa (de 2001 a 2004), presidente da Companhia de Gás do Estado do Rio Grande do Sul (SULGÁS) (de 2004 a 2006 e de 2007 a 2008), secretário da Ciência e Tecnologia do Estado (outubro de 2008 a março de 2010) e suplemente a deputado estadual, tendo recebido 32,5 mil votos.

## Cargos comunitários
- Presidente da Associação Profissional dos Engenheiros e Arquitetos de Santa Rosa
- Diretor de Jovens Empresários da Associação Comercial, Industrial, Serviços e Agropecuária de Santa Rosa (ACISAP)
- Diretor de Urbanismo do Conselho Municipal de Desenvolvimento de Santa Rosa
- Vice-presidente da ACISAP
- Vice-presidente da MUSICANTO
- Presidente da ACISAP
- Fundador e coordenador do PGQP em Santa Rosa
- Coordenador Regional da FIERGS
- Presidente do SINDUSCOM-RS
- Vice-Presidente da FENASOJA
- Presidente da Comissão Municipal de Emprego

## Ligações externa s
- Artur Lorentz